# Anisops kuroiwae
Anisops kuroiwae är en insektsart som beskrevs av Matsumura 1915. Anisops kuroiwae ingår i släktet Anisops och familjen ryggsimmare. Inga underarter finns listade i Catalogue of Life.